# Спорт в Египте
Спорт в Египте характеризуется высокой степенью развития по сравнению с другими арабскими и африканскими странами.
Местные спортивные клубы получают финансовую поддержку от региональных властей, многие из них получают финансовую и административную поддержку от правительства. На базе нескольких университетов спорт культивируется на факультетах физкультуры.

## Футбол
Наиболее популярным видом спорта в Египте является футбол. Египетские футбольные клубы, в особенности каирские Аль-Ахли и Замалек хорошо известны на Ближнем Востоке и в Африке. Кроме того Аль-Ахли является бронзовым призёром Клубного чемпионата мира по футболу 2006, шестикратный победитель Лиги чемпионов КАФ и четырёхкратный победитель Кубка африканских чемпионов. Немногим уступает ему по регалиям клуб Замалек, который является пятикратным победителем Лиги чемпионов КАФ и один раз (в 2000) выиграл Африканский кубок чемпионов. У обоих клубов имеются поклонники даже за пределами страны. Другие популярные клубы страны: Исмаили (Исмаилия), Иттихад (Александрия) и Эль-Масри (Порт-Саид).
В январе 2006 Александрия стала одним из 3 городов, которые принимали Африканский кубок наций, в котором победил Египет.

## Другие виды спорта
Среди других популярных видов спорта в Египте можно выделить бокс, баскетбол, гандбол, сквош и теннис. Египетская сборная по сквошу блистала на мировых чемпионатах в 1930-х и возродила былую славу в настоящее время. Гандбольная сборная Египта, наряду со сборной Туниса, является сильнейшей на африканском континенте. С начала 1990-х сборная Египта пять раз становилась чемпионом континента, а в 2001 заняла четвёртое место на чемпионате мира.